# Ангелы смерти (аниме)
Ангелы Смерти (яп. 爆裂天使 Бакурэцу Тэнси, англ. Burst Angel) — аниме, состоит из 24 серий. Режиссёр: Коити Охата, композиция сериала Фумихико Симо, дизайн персонажей Угэцу Хакуа, анимация персонажей Осаму Хориути, Канэтоси Камимото. Сюжет и производство: студия Gonzo.

## Сюжет
Действие происходит в XXI веке. Правительство Токио разрешает всем носить оружие. В городе становится небезопасно. Странные монстры и не менее странные люди ведут бои друг с другом прямо на улицах города. Людей, ведущих схватку с монстрами, называют ангелами смерти. Глава команды — Сэй (Sei). Она — босс, все задания получает она, командование на операциях и присмотр за остальными — часть её работы. Сэй — внучка старейшины техно-корпорации «Байлан» и единственная наследница. Корпорация ведет свой бизнес в разнообразных отраслях, главный интерес робототехника, вооружение и фармация, часто не брезгует грязными методами промышленного шпионажа. Сэй собрала всех членов команды в своём огромном колёсном трейлере, ставшем штаб-квартирой группы. Молчаливая Джо (Jo) живёт, сражаясь, а после задания вялая и замкнутая девушка-подросток, о ней мало что известно. Она сражается вместе с Мег (Meg) — это рыжая девчонка в ковбойской шляпе никогда не унывает, обладает зверским аппетитом, особых боевых качеств у неё нет, но ведь надо кому-то попадать в передряги. Малышка Эми (Amy) — компьютерный гений, все роботы, сети, слежки, взломы — это её обязанности. Вместе эта четверка нанимает Кьёхея, чтобы тот готовил девушкам еду, отличную от бутербродов и печенья.

## Список персонажей

### Команда «Ангелы»
- Джо (яп. ジョウ Дзё:)

Рост: 162 см. Возраст: 17 лет. «Ангел».
Отличный стрелок из пистолета, стреляет любой рукой, а также из двух пистолетов сразу. Предпочитает пистолет марки Desert Eagle IMI(Israel Military Industries). Виртуозно управляет сайботом «Джанго». Малообщительная и замкнутая. Довольно прямолинейна и эгоистична, не ценит жизнь других людей, если они не являются близкими ей. Очень привязана к своей напарнице, Мэг. Для неё готова пожертвовать не только своим благополучием, но и чужим. В свободное время Джо ведёт себя, как обычный подросток — сидит и смотрит видео, в основном фильмы ужасов. Ранее жила в Америке.
Сэйю: Акэно Ватанабэ
- Мэг (яп. メグ Мэгу)

Рост: 159 см. Возраст: 15 лет. «Ангел».
Младшая подруга Джо, они давно вместе. Тогда, когда Мэг была ещё довольно юна, она была брошена родителями и руководила собственной «уличной бандой», состоявшей из таких же брошенных родителями детей, как и она. Её «банда» промышляла мелкими грабежами, но постоянно терпела провалы. Тогда одна из участниц «банды» нашла и привела к ним Джо, девушку, притворявшуюся больной амнезией и не отвечавшей внятно ни на один вопрос. Джо несколько раз сражалась со страшного вида монстром, а позже спасла жизни «банды» Мэг. Тогда они стали напарниками.
По задумке Мэг должна обеспечивать прикрытие Джо, но вечно попадает под удар противника и каждый раз её приходится спасать. Резкий характер призван скрывать её хрупкость и доброту.
Сэйю: Мэгуми Тоёгути
- Эми (яп. エイミー Эйми:)

Рост: 138 см. Возраст: 11 лет. «Ангел».
Эксперт электронного обеспечения и сбора информации. Несмотря на юный возраст, она является компьютерным гением, помешана на различных технических гаджетах и её уже можно считать профессионалом в этом деле. Девочка — «прирождённая дьяволица», как выражалась Мэг. Всегда добивается того, что хочет, в основном хитростью, враньём и уловками. Считает себя уже довольно взрослой, в отличие от остальных членов команды, которые обращаются с ней, как с маленьким ребёнком. Смешлива, остра на язык, порой может сболтнуть лишнего. Очень энергичная и обладает детскими замашками, часто дразнится или откровенно издевается над остальными «Ангелами». Обладательница странного чувства юмора. Обожает покушать, поэтому очень привязана к Кьёхею.
Сэйю: Микако Такахаси
- Сэй (яп. セイ Сэй)

Рост: 175 см. Возраст: 19 лет. «Ангел».
Выглядит старше своих лет, всегда сдержанна и спокойна. Осуществляет руководство операциями, также поиском новых дел и клиентов. Редко искренне желает кому-то добра. Большую роль в её жизни составляют принятые в её семье обычаи и традиции. Не любит втягивать в свои дела обычных людей, в отличие от Джо, поэтому часто пытается уберечь Кьёхея от опасностей, связанных с их необычной профессией. Обладает большим размером груди.
Сэйю: Риэ Танака

### Вспомогательные персонажи
- Кьёхэй Татибана (яп. 立場無 恭平 Татибана Кьё:хэй)

Рост: 170 см. Возраст: 18 лет.
Студент — учится на повара-кондитера (патисьера) в специальной школе поваров. Мечтает заработать денег чтобы уехать за границу. На вид простак и неженка, но на деле сильный, крепкий и очень добрый малый. У него «всегда всё под контролем». Для того, чтобы заработать деньги, Кьёхей перепробовал много работ, но вскоре нашёл себе достойную работёнку — после уроков он готовит еду для четверки «ангелов».
Сэйю: Юдзи Уэда
- Лео Дзинно (яп. 仁野 レオ Дзинно Рэо)

Профессиональный механик «Байлана», помогает «ангелам» с ремонтом трейлера и сайбота Джанго. Любит свою работу.
Сэйю: Такаюки Суго
- Таканэ Кацу (яп. 勝 鷹音 Кацу Таканэ)

Дочь шефа полиции Хансина. Характер у неё резкий и прямолинейный. Такане очень вспыльчива, чуть что — она хватается за катану, которую всегда носит с собой. Не терпит врагов города, защищая его изо всех сил. Она всегда пытается восстановить справедливость. В прошлом она была главарём крупной шайки мотоциклистов, которая и сейчас ей подчиняется, считая Такане своим лидером. Мечтает всегда защищать простых людей.
Сэйю: Риса Хаямидзу

### Другие
- Мария

Второй «Ангел», прошедший испытания организации «Зеро». Владеет различными видами оружия, имеет личный сай-бот, которым управляет, не уступая Джо. Во время боёв в основном дерётся врукопашную. Имеет некую психологическую травму, на почве которой пытается повторить последнее испытание, чтобы узнать — кто сильнее, она или Джо.
Сэйю: Кёко Хиками
- Шеф Кацу

Шеф полиции Хансина. Типичный «шеф копов»: суровый на вид, но добрый в душе.
Сэйю: Кадзухито Кисио
- Хайао Итимондзи

Одноклассник Кьёхея и хороший друг.
- Джанго

Боевые характеристики: Высота: 8,5 метров.
Боевой робот, изготовленный по специальному заказу, которым управляет Джо. У него достаточно тонкая броня, зато большая скорость и маневренность. Название JANGO расшифровывается как «Judicious Armed Navigable Gunshot Object» (Разумный Вооруженный Судоходный Огнестрельный Объект).

## Эпизоды
1. Ад тихо приближается
2. Безжалостный стрелок
3. Город, где воюют чудовища
4. Братья: Смерть на Заре
5. Замок, где таится демон
6. Цветочный сад, омытый кровью
7. Чёрное небо
8. Израненный беглец
9. Вечеринка у дракона
10. Неизведанное киберпространство
11. Ангел Востока, Сокол Запада
12. Цутенкаку в слезах
13. Кровавая битва! Крутые Парни Нанивы
14. Дикие дети
15. Море, купальники и морское чудовище
16. Потусторонний Демон Войны
17. Поединок! Два ангела
18. Бессмертный одноклассник
19. Заговор 24 часа
20. Резня на шоссе
21. Пули в железное надгробие
22. Влюблённый дьявол
23. Место казни на красном море
24. Ангелы, взрывайтесь!
25. OVA Бесконечность

## Музыка
Открывающая тема:
- «Loosey»

Исполняет: The Stripes
Закрывающая тема:
- «Under the sky»

Исполняет: Cloudica